# Ekspedycja 64
Expedition 64 – długa misja na Międzynarodową Stację Kosmiczną, która rozpoczęła się 21 października 2020 r. wraz z oddokowaniem statku kosmicznego Sojuz MS-16. Jest to pierwsza ekspedycja na ISS składająca się z siedmiu astronautów. Oprócz załogi dostarczonej przez rosyjski statek Sojuz MS-17, na stacji przebywa czterech astronautów dostarczonych przez statek Crew Dragon firmy SpaceX w ramach programu Commercial Crew. Misja zakończyła się 17 kwietnia 2021 o godzinie 01:34:04 czasu UTC. Siergiej Ryżykow przekazał dowodzenie stacją kosmiczną astronautce Shannon Walker, dowódcy misji Ekspedycja 65.

## Załoga
| Pozycja         | Członek załogi                                      | Statek        |
| --------------- | --------------------------------------------------- | ------------- |
| Dowódca         | Siergiej Ryżykow, RKA Drugi lot kosmiczny           | Sojuz MS-17   |
| Inżynier lotu 1 | Siergiej Kud-Swierczkow, RKA Pierwszy lot kosmiczny | Sojuz MS-17   |
| Inżynier lotu 2 | Kathleen Rubins, NASA Drugi lot kosmiczny           | Sojuz MS-17   |
| Inżynier lotu 3 | Michael Hopkins, NASA Drugi lot kosmiczny           | SpaceX Crew-1 |
| Inżynier lotu 4 | Victor Glover, NASA Pierwszy lot kosmiczny          | SpaceX Crew-1 |
| Inżynier lotu 5 | Sōichi Noguchi, JAXA Trzeci lot kosmiczny           | SpaceX Crew-1 |
| Inżynier lotu 6 | Shannon Walker, NASA Drugi lot kosmiczny            | SpaceX Crew-1 |

## Spacer kosmiczny
W dniu 18 listopada odbył się pierwszy spacer kosmiczny w ramach ekspedycji. W przestrzeń kosmiczną wyszli rosyjscy kosmonauci w celu przygotowania stacji do cumowania nowego rosyjskiego modułu Nauka, który ma zostać dostarczony na ISS w drugiej połowie 2021 roku. Spacer trwał 6 godzin i 48 minut i był pierwszym wyjściem w otwartą przestrzeń dla obu kosmonautów.
W dniu 27 stycznia 2021 r. odbył się drugi spacer kosmiczny w ramach ekspedycji, pierwszy w roku 2021. W przestrzeń kosmiczną wyszli astronauci NASA – Michael Hopkins oraz Victor Glover. Spacer trwał 6 godzin 56 minut. Głównym celem spaceru było podłączenie europejskiej platformy Bartolomeo do systemu zasilania i łączności. Platforma dotarła na stację na pokładzie statku Dragon podczas misji CRS-20. W dalszej części spaceru astronauci rozpoczęli przygotowania do montażu nowych baterii słonecznych, które dotrą na stacje wiosną 2021 roku.
Prace związane z przygotowaniami do instalacji nowych paneli były kontynuowane podczas kolejnych spacerów. 1 lutego 2021 r. astronauci Michael Hopkins i Victor Glover oprócz głównego zadania wymienili także kamery znajdujące się na zewnątrz stacji kosmicznej. Spacer trwał 5 godzin i 20 minut. Kolejny spacer miał miejsce 28 lutego 2021 r. i brali w nim udział amerykańscy astronauci Kate Rubins i Victor Glover. Dalsze prace były prowadzone 5 marca przez K. Rubins i japońskiego astronautę Sōichi Noguchi. Spacer trwał 6 godzin i 56 minut.